# (10303) Fréret
10303 Freret (1989 RD2) – planetoida z pasa głównego asteroid okrążająca Słońce w ciągu 3,67 lat w średniej odległości 2,38 j.a. Odkryta 2 września 1989 roku.